# 김포나진초등학교
김포나진초등학교(金浦羅津初等學校)는 대한민국 경기도 김포시에 있는 공립 초등학교이다. 교명은 나진포천에서 유래하였다.

## 연혁
- 2019년 6월 13일 : 교명 김포나진초등학교 선정
- 2020년 9월 1일 : 개교일
- 2020년 9월 1일 : 초대 교장 임장명 취임
- 2021년 1월 13일 : 제1회 졸업식(남20명, 여22명, 계42명 졸업)
- 2021년 3월 1일 : 초등35학급, 특수1학급, 병설유치원 4학급 편성

- 2024년 3월 1일 : 초등52학급, 특수2학급, 병설유치원 4학급 편성

- 2024년 9월 1일 :  제2대 교장 이순호 취임

## 참고 자료
- 김포나진초등학교 - 한국교육학술정보원 학교알리미